# Pluma
Plumaは、gedit 2をフォークして作られたテキストエディタである。Linuxディストリビューションで使用されるMATEのデフォルトのテキストエディタである。Plumaは、基本的な機能のほか、追加のプラグインで機能を拡張することができる。
Plumaは、複数のファイルを一度に編集することができる（タブまたはMDIをサポート）グラフィカルなアプリケーションである。また、国際化されており、Unicode UTF-8を用いている。Plumaは一般的なテキストエディタとしては標準的な機能をサポートしており、簡潔さと使いやすさを強調している。Plumaの核となる機能は、ソースコードのシンタックスハイライティング、オートインデント、プレビュー機能付きの印刷のサポートなどである。
Plumaは、MATEプロジェクトの思想に従って、クリーンでシンプルなGUIにデザインされており、MATEのデフォルトのテキストエディタとなっている。また、Plumaは自由ソフトウェア、オープンソースソフトウェアであり、GNU GPLバージョン 2以降に従う。

## 機能
Plumaは完全にMATEに統合されており、Caja（MATEのファイルマネージャ）からのドロップが可能で、MATE Virtual File System、MATEのプリントフレームワーク、MATEのヘルプシステムを使っている。
Plumaは、MDIの機能や、GUIによるタブ機能を持っており、複数のファイルを編集することができる。タブは、複数のウィンドウの間をユーザーの手で自由に移動することができる。また、GVfsを使ってリモートのファイルを編集することも可能である。他のコード指向の機能としては、行番号の表示、ブラケットのマッチング、テキスト折り返し、現在の行のハイライト、オートインデントや自動的なファイルのバックアップなどがある。
Plumaは印刷機能をサポートしており、これには印刷プレビューやPostScriptやPDFへの印刷のサポートが含まれている。印刷オプションは、テキストのフォントや、ページサイズ、向き、余白、オプションのページヘッダーや行番号、シンタックスハイライティングが含まれている。
加えて、PlumaはGtkSourceView経由で、様々なプログラムコードやマークアップのフォーマットに対応したシンタックスハイライティングを提供する。

### 機能のリスト
- シンタックスハイライティング
- 印刷と印刷プレビューのサポート
- ファイルのリバート
- UTF-8テキストの完全なサポート
- リモートファイルの編集のサポート
- 検索と置換
- 設定可能なプラグインシステム（Pythonのサポートを含む）
- 完全な設定のインターフェース

### プラグインのリスト
いくつかのプラグインは、Plumaに予めパッケージングされ、インストールされている（外部プラグインも利用可能である）。
- ファイルブラウザー
- タグリスト
- 文字数カウント
- スペルチェッカー
- 日付/時刻の挿入
- ソート
- 選択されたテキストのケースの変更
- 自動的なスニペットの拡張
- 外部ツール群
- SyncTeX

## アーキテクチャ
MATE Core Applicationsの一部として、Plumaは、最新のGTKとMATEのライブラリを使っている。また、PlumaのソースコードはGitにより管理されている。